# Bryobium irukandjianum
Bryobium irukandjianum là một loài thực vật có hoa trong họ Lan. Loài này được (St.Cloud) M.A.Clem. & D.L.Jones mô tả khoa học đầu tiên năm 2002.